# Liste der Naturschutzgebiete in Passau
In der Stadt Passau gibt es zwei Naturschutzgebiete.
| Name                                   | Bild | Kennung                   | Einzelheiten                                      | Position | Fläche Hektar | Datum |
| -------------------------------------- | ---- | ------------------------- | ------------------------------------------------- | -------- | ------------- | ----- |
| Donauleiten von Passau bis Jochenstein |      | NSG-00277.01 WDPA: 162782 | Stadt Passau 17,65 ha, Landkreis Passau 373,61 ha | ⊙        | 391,26        | 1987  |
| Halser Ilzschleifen                    |      | NSG-00456.01 WDPA: 163505 | Stadt Passau 54,16 ha, Landkreis Passau 35,30 ha  | ⊙        | 89,46         | 1993  |
| Legende für Naturschutzgebiet          |      |                           |                                                   |          |               |       |